# لئونی
لئونی (انگلیسی: Leoni AG) شرکت مهندسی آلمانی است، که در زمینه تولید انواع کابل‌های برق، مخابرات و ابزار دقیق فعالیت می‌نماید.
شرکت لئونی در سال ۱۹۱۷ تأسیس شد. دفتر مرکزی این شرکت در شهر نورنبرگ قرار دارد و بخشی از سهام آن در بازار بورس فرانکفورت معامله می‌شود.